# 志真健太郎
志真 健太郎（しま けんたろう、1986年7月25日 - ）は、日本の映画監督、映像作家。BABEL LABEL所属。千葉県流山市出身。

## 来歴・人物
日本大学芸術学部映画学科卒業。日本大学芸術学部の卒業制作で製作した『父と帰る日』が、第八回横浜学生映画祭グランプリを受賞。2010年、アジア最大の学生映画祭である、第八回北京電影学院映画祭にて、招待作品として上映。
大学卒業後、制作会社に勤務。情熱大陸の取材を引き継ぎ、ニューヨークにてハリウッド女優甲田真理を取材、ドキュメンタリーを撮影。
帰国後、映画監督の藤井道人等とともに、映像メディアに特化したディレクター集団「BABEL LABEL」の設立に携わる。
ドキュメンタリー・舞台演出等も手掛けており、東日本大震災をモチーフにした原作作品である舞台『黄色い叫び』の演出を担当するなど、映画製作以外にも幅広く活動している。

## 主な作品

### 映画
- 父と帰る日（2010年） - 監督・脚本
- しあわせな豚（2012年2月25日、制作:BABEL LABEL） - 監督
- Friday Night Project（2012年10月、制作:BABEL LABEL） - 監督
- 男たちの楽園（2013年3月9日、配給:BABEL LABEL） - 監督[1]
- 今日、生きてから笑え（2013年11月2日、制作:BABEL LABEL） - 監督
- 約束（2014年2月22日、制作:BABEL FILMS） - プロデューサー[2]
- STAND ALONE（2014年11月7日、制作:and pictures・配給:原生林） - 監督・脚本[3][4][5][6][注釈 1]
- 異形（2015年7月5日、配給:アークエンタテインメント） - 監督[7][注釈 2]
- EAST END（2015年9月5日、配給:アークエンタテインメント） - 監督[注釈 3]
- SAND BACK MAN（2015年9月、制作:BABEL LABEL） - 監督[8][9][10][注釈 4]
- LOCAL→TOKYO（2016年12月3日、制作:モンタージュ/BABEL LABEL・配給:スタンドイン） - 監督・脚本[11][12][13][14][注釈 5]

### 舞台
- 黄色い叫び（2012年5月2日-5月6日・Geki地下Liberty、ノーネーム公演） - 演出[15]
- 見よ、飛行機の高く飛べるを（2013年5月29日-6月2日・調布市せんがわ劇場） - 映像製作[16]
- ふと、立ち止まり、語り出す（2013年10月10日-10月14日・新宿御苑シアターブラッツ、So Creativeプロデュース公演） - 演出[17]
- 少年たちの密室（2014年7月17日-7月21日・新宿御苑シアターブラッツ、BABEL LABELTHEATER公演） - 作・演出

### MV
- SHU-I『Don't Turn Around』（2015年） - 監督
- AYA a.k.a.PANDA『桜雨 SECOND STORY』（2015年） - 監督
- ISH-ONE『THE LONGEST NIGHT – THE MOVIE –』（2015年） - 監督
- KOHH『Tokyo』（2015年） - 監督
- S7ICKCHICKs『MY CHICKs』（2016年） - 監督
- WHITE JAM『咲かないで』（2016年） - 監督
- Rude-α feat. GOTO（DALLJUB STEP CLU）『19』（2016年） - 監督
- BAD HOP『Life Style』T-Pablow、YZERR（2016年） - 監督
- 輪入道『覚悟決めたら』（2016年） - 監督
- 鶴亀サウンド『踊る人』（2016年） - 監督

### WEB配信
- ブリティシュ・スクール・イン東京『Leaders of Tomorrow』 - 監督
- オグルヴィ・アンド・メイザー・ジャパン・ジオメトリー・グローバル・ジャパン『The Sleeping Drunks Billboard』 - 監督
- Yahoo! JAPAN『Yahoo!検索大賞2014検索急上昇No.1ひらがな』- 監督
- ワンワールド『もはや全然夢じゃない！世界一周』 - 監督
- UHA味覚糖『ロングブレスマン VS ダークマッチョ』第1話 - 監督
- ソニー　4Kハンディカム『かぞくが1歳になった日。』 - 監督
- マイナビ　マイナビウェディング『パパとママの結婚式』 - 監督
- 東京都交通局『東京ローラーコースター』 - 監督
- 日本生活協同組合連合会

商品ブランドイメージ動画『5つの約束』 - 監督
『想いをかたちに』animation.ver - 監督
- ピジョン『パパチチしよう。〜1日1回の授乳がパパを変える。〜』
- ZIMA

『Kダブシャイン×SALUティザームービー』 - 監督
『Masta Simon（Mighty Crown）×J-REXXXティザームービー』 - 監督
- 京都府北部地域　京都府北部UIターンプロジェクト〜たんたんターン〜『移住者たちの24時間』 - 監督
- スクウェア・エニックス『ドラゴンクエストヒーローズII 双子の王と予言の終わり』Interview movie - 監督
- PrizmaX『Live Level4 いつかこの夜を思い出すだろう〜Someday〜』ティザー映像 - 監督
- 「TOKYO FREESTYLE」 - 監督

vol.1『輪入道vs東京タワー』（2014年）
vol.2『輪入道vs国会議事堂』（2014年）
vol.3『輪入道vs首都高』（2015年）
vol.4『輪入道vs歌舞伎町』(2015年）
vol.5『輪入道vsManhattan Records』（2015年）
vol.6『輪入道vs渋谷スクランブル交差点vsACE』（2015年）
vol.7『ACE feat.渋谷サイファー』（2015年）
特別編『ACE/DOTAMA/MCニガリ/CHICO CARLITO/KEN THE 390/晋平太』（2016年）